# Land van Cuijk (heerlijkheid)
Het Land van Cuijk is een voormalige heerlijkheid die lag in wat tegenwoordig het noordoosten van de provincie Noord-Brabant is. De heerlijkheid werd begrensd door de Maas en de Peel. Het land van Cuijk bestond uit twee gebieden die van elkaar gescheiden werden door de heerlijkheid Boxmeer. Met ingang van 1 januari 2022 vormen het land van de voormalige heerlijkheden Boxmeer en Land van Cuijk één gemeente Land van Cuijk.

## Geschiedenis

Wapen uit het Wapenboek Beyeren, voor 1405

Al in de 11e eeuw was er sprake van een heer van Cuijk, die zich later graaf ging noemen. Als straf voor de moord op Floris de Zwarte werd rond 1133 de heer van Cuijk met zijn broer verbannen en het kasteel in Cuijk verwoest. Na hun terugkeer bouwden de broers een nieuwe burcht op een zandheuvel verder stroomafwaarts. Hieromheen ontstond de nieuwe hoofdstad Grave.
Hoewel leenman van Gelre vocht de heer van Cuijk in 1288 bij de Slag bij Woeringen aan de Brabantse kant. Hierdoor werd het Land van Cuijk onderhorig aan het hertogdom Brabant.
De Tweede Gelderse Oorlog (1385–1390) ging over de vraag of Cuijk bij Gelre of Brabant hoorde. Aan het einde van de 14e eeuw werd het Land van Cuijk verkocht aan de hertog van Gelre, Willem van Gulik. In de 15e eeuw werd het weer bij het Hertogdom Brabant ingedeeld. Langzamerhand verloren de heren van Cuijk het leenheerschap over sommige dorpen: Oeffelt werd verkocht aan het hertogdom Kleef (dat ook het tegenoverliggende Gennep bezat), en Boxmeer ontwikkelde zich tot een vrije heerlijkheid.
Het overgebleven land van Cuijk werd gesplitst in het Overambt (ten zuiden van Boxmeer, met dorpen als Vierlingsbeek, Maashees en Overloon) en het Nederambt (met dorpen als Beugen, Cuijk, Haps, Wanroij, Mill, Escharen en Neerloon).

### Tachtigjarige Oorlog en Republiek
Het Land van Cuijk werd in 1559 in pandschap aan Willem van Oranje gegeven. Tijdens de Tachtigjarige Oorlog werd Grave in 1602 veroverd door Maurits van Nassau, de latere prins van Oranje. Het Land van Cuijk bleef in een onzekere positie tussen de Spaanse en Staatse Nederlanden, tot het bij de Vrede van Münster in 1648 bij de Republiek der Zeven Verenigde Nederlanden kwam. Het werd bij Staats-Brabant gevoegd: een generaliteitsland dat vanuit Den Haag bestuurd werd door de Staten-Generaal van de Republiek.
De katholieke godsdienst werd onderdrukt (maar gedoogd) en de kerken werden in beslag genomen door het handjevol protestanten dat de dienst uitmaakte. De katholieken waren in eerste instantie op een grenskerk te Oeffelt aangewezen, om na 1672 een schuurkerk aan de Molenstraat te mogen betrekken.
Na de stichting van de Bataafse Republiek in 1795 werden alle heerlijkheden opgeheven. Het Land van Cuijk werd deel van Bataafs-Brabant.

## Trivia
- De Nederlandse koning voert de adellijke titel Baron van de stad Grave en het Land van Cuijk. Zie Titels Nederlandse koninklijke familie.